# NGC 7095
NGC 7095 (również PGC 67546) – galaktyka spiralna (Sc), znajdująca się w gwiazdozbiorze Oktanta. Odkrył ją John Herschel 21 września 1837 roku.